# Cheating the Piper
Cheating the Piper er en amerikansk animationsfilm fra 1920 af Vernon Stallings.